# Diana Trask
Diana Roselyn Trask (* 23. Juni 1940 in Melbourne, Victoria) ist eine australische Country- und Pop-Sängerin. Obwohl ihr nie der große Durchbruch im Showgeschäft gelang, brachte sie es zwischen 1968 und 1981 auf 18 Hits in den US-amerikanischen Country-Charts des Billboard-Magazins. 1969 wurde sie für die beste weibliche Country-Gesangsleistung für den Grammy nominiert.

## Biografie
Bereits mit 18 Jahren nahm Trask eine erste Single, Going Steady, auf. Ein Jahr später durfte sie im Vorprogramm von Frank Sinatras Tournee durch Australien singen. Sinatra war sehr beeindruckt von der jungen Sängerin und schlug vor, sie solle ihr Glück in den USA versuchen. Diana nahm den Rat an und ging in die USA, wo sie im August 1959 im New Yorker Nachtclub Blue Angel ihr Amerika-Debüt gab. Sie wurde im Anschluss bei Columbia unter Vertrag genommen. Es folgten Singles und Alben im Bereich der Pop-Musik mit dem Produzenten Mitch Miller, die allerdings wenig erfolgreich waren. Außerdem nahm sie 1960 mit Long Ago Last Summer eine frühe Original-Komposition von Burt Bacharach und Hal David auf.
Erst ab 1968 begann sich Trask langsam, nach einem Wechsel hin zur Country-Musik, im Musikgeschäft zu etablieren. I Fall to Pieces, im Original ein Hit für Patsy Cline, brachte ihr 1969 den ersten Top-40-Erfolg in den Country-Charts ein. Zu diesem Zeitpunkt hatte Trask einen langjährigen Vertrag bei Dot unterschrieben. Dort gelang ihr 1973 und 1974 eine Serie von vier Top-20-Hits, Say When, It's a Man's World (If You Have a Man Like Mine), When I Get My Hands on You und schließlich Lean It All on Me, auf Platz 13 ihr größter Erfolg. All diese Aufnahmen und die beiden dazugehörigen Alben It’s a Man's World und Lean It All on Me wurden von Norro Wilson produziert.
Mitte der 1970er Jahre wurde Dot von ABC übernommen. Trasks Erfolge ließen nach einem weiteren Hit mit Oh Boy, der auch ihr einziger Top-10-Erfolg in Australien war, langsam nach. Ihr letztes Album für das Label, Believe Me Now or Believe Me Later, erschien 1976. Danach wurde es ruhiger um Trask. 1979 war sie Stargast der australischen Ausgabe von This Is Your Life, die ihre Karriere und Privatleben Revue passieren ließ. Im selben Jahr wurde sie für ihre Verdienste um die australische Country-Musik mit ihren Handabdrücken in die „Australian Country Music Hands of Fame“ aufgenommen. 1981 hatte sie überraschend mit This Must Be My Ship und Stirrin’ Up Feelings noch einmal zwei kleine Hits in den Country-Charts. Danach zog sie sich wieder nach Australien zurück.
Musikalisch trat sie nur noch selten in Erscheinung. 1985 wurde Trask eingeladen, beim Australian Rules Football Grand Final in Melbourne das australische Volkslied Waltzing Matilda zu singen. 1996 sang sie anlässlich der 100-Jahr-Feierlichkeiten des Australian Footballs. Zu diesem Zeitpunkt hatte sich die Mutter zweier Söhne bereits in ihr Privatleben zurückgezogen. Trask studierte Naturheilkunde und machte einen Abschluss als „Master Herbalist“.
Im Mai 2010 erschien ihre Autobiografie Whatever Happened to Diana Trask: A Memoir. Außerdem veröffentlichte sie im Eigenverlag nach vielen Jahren Musikpause neue Alben und gab auch wieder Konzerte.

## Diskografie

### Studioalben
| Jahr | Titel              | Höchstplatzierung, Gesamtwochen, AuszeichnungChartsChartplatzierungen (Jahr, Titel, Platzierungen, Wochen, Auszeichnungen, Anmerkungen) | Anmerkungen |
| Jahr | Titel              | Country | Anmerkungen |
| ---- | ------------------ | --- | ----------- |
| 1969 | Miss Country Soul  | Country34 (… Wo.)Country | Dot         |
| 1969 | From the Heart     | Country32 (11 Wo.)Country | Dot         |
| 1973 | It’s a Man’s World | Country25 (… Wo.)Country | Dot         |
| 1974 | Lean It All on Me  | Country34 (… Wo.)Country | Dot         |

Weitere Studioalben
- 1961: Diana Trask (Columbia)
- 1961: Diana Trask on TV with Mitch Miller’s Sing Along Chorus (Columbia)
- 1965: Just for You (CBS)
- 1971: Diana’s Country (Dot)
- 1972: Diana Trask Sings About Loving (Dot)
- 1975: The Mood I’m In (Dot)
- 1976: Believe Me Now or Believe Me Later (ABC)
- 1981: One Day at a Time (Hammard)
- 1985: Footprints (Hammard)
- 2010: Country Lovin’ (Trask)
- 2014: Daughter of Australia (Trask)
- 2016: Memories Are Made of This (Trask)

### Kompilationen
| Jahr | Titel                       | Höchstplatzierung, Gesamtwochen, AuszeichnungChartsChartplatzierungen (Jahr, Titel, Platzierungen, Wochen, Auszeichnungen, Anmerkungen) | Anmerkungen |
| Jahr | Titel                       | Country | Anmerkungen |
| ---- | --------------------------- | --- | ----------- |
| 1974 | Diana Trask’s Greatest Hits | Country32 (… Wo.)Country |             |

Weitere Kompilationen
- 1974: Lean It All on Me
- 1977: Join the Country Club
- 1977: The ABC Collection
- 1982: Nothing But the Very Best (mit Allison Durbin)
- 1986: Country Bumpkin

### Singles
| Jahr | Titel Album                                                         | Höchstplatzierung, Gesamtwochen, AuszeichnungChartsChartplatzierungen (Jahr, Titel, Album, Platzierungen, Wochen, Auszeichnungen, Anmerkungen) | Anmerkungen |
| Jahr | Titel Album                                                         | Country | Anmerkungen |
| ---- | ------------------------------------------------------------------- | --- | ----------- |
| 1968 | Lock, Stock and Teardrops –                                         | Country70 (4 Wo.)Country |             |
| 1968 | Hold What You’ve Got –                                              | Country59 (6 Wo.)Country |             |
| 1969 | Children From the Heart                                             | Country58 (4 Wo.)Country |             |
| 1969 | I Fall to Pieces From the Heart                                     | Country37 (7 Wo.)Country |             |
| 1970 | Beneath Still Waters –                                              | Country38 (9 Wo.)Country |             |
| 1971 | The Chokin’ Kind Diana’s Country                                    | Country59 (9 Wo.)Country |             |
| 1971 | We’ve Got to Work It Out Between Us Diana Trask Sings About Loving  | Country30 (14 Wo.)Country |             |
| 1972 | It Meant Nothing to Me Diana Trask Sings About Loving               | Country33 (12 Wo.)Country |             |
| 1973 | Say When It’s a Man’s World                                         | Country15 (13 Wo.)Country |             |
| 1973 | It’s a Man’s World (If You Have a Man Like Mine) It’s a Man’s World | Country20 (13 Wo.)Country |             |
| 1973 | When I Get My Hands on You It’s a Man’s World                       | Country16 (15 Wo.)Country |             |
| 1974 | Lean It All on Me                                                   | Country13 (13 Wo.)Country |             |
| 1974 | (If You Wanna Hold On) Hold on to Your Man Lean It All on Me        | Country32 (10 Wo.)Country |             |
| 1974 | Oh Boy The Mood I’m In                                              | Country21 (14 Wo.)Country |             |
| 1975 | There Has to Be a Loser The Mood I’m In                             | Country82 (5 Wo.)Country |             |
| 1975 | Cry Diana Trask’s Greatest Hits                                     | Country99 (2 Wo.)Country |             |
| 1981 | This Must Be My Ship –                                              | Country62 (6 Wo.)Country |             |
| 1981 | Stirrin’ Up Feelings –                                              | Country74 (3 Wo.)Country |             |

Weitere Singles
- 1958: Going Steady
- 1959: Lover Is Another Name for Fool
- 1960: A Guy Is a Guy
- 1960: Long Ago Last Summer
- 1960: Our Language of Love
- 1961: Waltzing Matilda
- 1964: Too Young
- 1965: The Road to Gundagai
- 1969: You Got What It Takes
- 1971: The Last Person to See Me Alive
- 1976: Let’s Get Down to Business
- 1980: Rising Above It All
- 1980: Mothers and Daddies
- 1981: Never Gonna Be Alright